# Islamska zajednica Bošnjaka u Zapadnoj Europi
Islamska zajednica Bošnjaka u Zapadnoj Europi  je krovna vjerska organizacija Bošnjaka muslimana na području Zapadne Europe. 
Duhovno vodstvo Bošnjaka muslimana u Zapadnoj Europi zove se Mešihat a najviši predstavnik Islamske zajednice Bošnjaka u Europi je muftija. Islamska zajednica Bošnjaka u Zapadnoj Europi je Mešihat Islamske zajednice u Bosni i Hercegovini, zbog čega je reis-ul-ulema vrhovni poglavar Bošnjaka muslimana i u Europi.
Sjedište Islamske zajednice Bošnjaka u Zapadnoj Europi nalazi se u Wiesbadenu.

## Muftije
| Muftije Mešihata Islamske zajednice Bošnjaka u Zapadnoj Europi |                     |                |                |          |
| #                                                              | Ime i prezime       | Mandat započeo | Mandat završio | Napomena |
| 1.                                                             | Osman ef. Kozlić    | 2018.          | 2020.          |          |
| 2.                                                             | Enes ef. Ljevaković | 2020.          | 2025           |          |
| 3.                                                             | Senaid ef. Kobilica | 2025.          | Trenutačno     |          |

## Organizacija
Na području zapadne Europe bošnjačka dijaspora najstarija je i najbrojnija u Njemačkoj, gdje Bošnjaci imaju četrdesetogodišnje iskustvo organiziranja i rada džemata, a od 1994. godine imaju Islamsku zajednicu Bošnjaka Njemačke kao krovnu organizaciju s glavnim imamom. 
Godine 2018. formiran je Mešihat Islamske zajednice za Zapadnu Europu, gdje je u taj mešihat ušla i Islamska zajednica Bošnjaka Njemačke, ali i sve Islamske zajednice Bošnjaka u Europi. Islamska zajednice Bošnjaka u Europi danas obuhvata područja djelovanja krovnih organizacija islamske zajednice Bošnjaka u zemljama zapadne Europe.
Islamske zajednice Bošnjaka
| Islamske zajednice Bošnjaka U Zapadnoj Europi |                          |                       |                                    |
| #                                             | Naziv                    | Sjedište              | Glavni imam                        |
| 1.                                            | Austrija                 | Beč                   | glavni imam Hasudin ef. Atanović   |
| 2.                                            | Belgija                  | Bruxelles             | glavni imam Bakir ef. Halilović    |
| 3.                                            | Danska                   | Odense                | v.d. glavni imam Muamer ef. Krdžić |
| 4.                                            | Francuska                | Strasbourg            | glavni imam Isah ef. Dacić         |
| 5.                                            | Nizozemska               | Arnhem                | -                                  |
| 6.                                            | Norveška                 | Oslo                  | glavni imam Senaid ef. Kobilica    |
| 7.                                            | Njemačka                 | Wiesbaden             | glavni imam Halim ef. Alibašić     |
| 8.                                            | Italija                  | Gaglianico (Pijemont) | glavni imam Ahmed ef. Tabaković    |
| 9.                                            | Finska                   | Helsinki              | glavni imam Mahir ef. Ćosić        |
| 10.                                           | Švedska                  | Trollhättan           | glavni imam Idriz ef. Karaman      |
| 11.                                           | Švicarska                | Bern                  | glavni imam Jasmin ef. Demić       |
| 12.                                           | Velika Britanija i Irska | London                | glavni imam Fahrudin ef. Hamidović |
| 13.                                           | Mađarska                 | Harkanj               | predsjednik Ahmet Hankić           |

## Vanjske poveznice
- Sabor IZ / Osman ef. Kozlić postao prvi muftija Islamske zajednice Bošnjaka u Europi